# Bassco Soyer
Bassco Soyer Cantella (Lima, Perú, 17 de octubre de 2006) es un futbolista peruano. Juega como mediocentro ofensivo y su equipo actual es el Gil Vicente Futebol Clube de la Primeira Liga del Portugal. Es internacional con la selección de fútbol sub-23 de Perú.

## Estadísticas
Actualizado al último partido disputado: 28 de junio de 2025.

#### Torneo de Reservas del Perú
| Temporada | Club         | Torneo                         | PJ | Goles |
| --------- | ------------ | ------------------------------ | -- | ----- |
| 2023      | Alianza Lima | Torneo de Promoción y Reservas | 6  | 1     |
| 2024      | Alianza Lima | Torneo de Promoción y Reservas | 18 | 14    |
| Total     | Total        | Total                          | 24 | 15    |

| Club                | Div.                | Temporada           | Liga  | Liga  | Liga   | Copas nacionales | Copas nacionales | Copas nacionales | Copas internacionales | Copas internacionales | Copas internacionales | Total | Total | Total  |
| Club                | Div.                | Temporada           | Part. | Goles | Asist. | Part.            | Goles            | Asist.           | Part.                 | Goles                 | Asist.                | Part. | Goles | Asist. |
| ------------------- | ------------------- | ------------------- | ----- | ----- | ------ | ---------------- | ---------------- | ---------------- | --------------------- | --------------------- | --------------------- | ----- | ----- | ------ |
| Alianza Lima · Perú | 1.ª                 | 2023                | 4     | 0     | 0      | -                | -                | -                | -                     | -                     | -                     | 4     | 0     | 0      |
| Alianza Lima · Perú | 1.ª                 | 2024                | -     | -     | -      | -                | -                | -                | -                     | -                     | -                     | -     | -     | -      |
| Alianza Lima · Perú | 1.ª                 | 2025                | 4     | 1     | 0      | -                | -                | -                | -                     | -                     | -                     | 4     | 1     | 0      |
| Alianza Lima · Perú | Total club          | Total club          | 8     | 1     | 0      | -                | -                | -                | -                     | -                     | -                     | 8     | 1     | 0      |
| Total de la carrera | Total de la carrera | Total de la carrera | 8     | 1     | 0      | -                | -                | -                | -                     | -                     | -                     | 8     | 1     | 0      |

## Selección nacional
Actualizado al último partido disputado: 29 de enero de 2025.
| Selección                | Categoria           | Temporada           | Sudamericano Sub-17 | Sudamericano Sub-17 | Sudamericano Sub-17 | Preolímpico Sudamericano | Preolímpico Sudamericano | Preolímpico Sudamericano | Sudamericano Sub-20 | Sudamericano Sub-20 | Sudamericano Sub-20 | Total | Total | Total  |
| Selección                | Categoria           | Temporada           | Part.               | Goles               | Asist.              | Part.                    | Goles                    | Asist.                   | Part.               | Goles               | Asist.              | Part. | Goles | Asist. |
| ------------------------ | ------------------- | ------------------- | ------------------- | ------------------- | ------------------- | ------------------------ | ------------------------ | ------------------------ | ------------------- | ------------------- | ------------------- | ----- | ----- | ------ |
| Seleccion Peruana · Perú | Sub-17              | 2023                | 4                   | 1                   | 0                   | -                        | -                        | -                        | -                   | -                   | -                   | 4     | 1     | 0      |
| Seleccion Peruana · Perú | Sub-23              | 2024                | -                   | -                   | -                   | 1                        | 0                        | 0                        | -                   | -                   | -                   | 1     | 0     | 0      |
| Seleccion Peruana · Perú | Sub-20              | 2025                | -                   | -                   | -                   | -                        | -                        | -                        | 4                   | 1                   | 0                   | 4     | 1     | 0      |
| Total de la carrera      | Total de la carrera | Total de la carrera | 4                   | 1                   | 0                   | 1                        | 0                        | 0                        | 4                   | 1                   | 0                   | 9     | 2     | 0      |

## Palmarés

### Torneos nacionales
| Título          | Club         | País | Año  |
| --------------- | ------------ | ---- | ---- |
| Torneo Apertura | Alianza Lima | Perú | 2023 |